# Мокшура
Мокшура — река в России, протекает в Тонкинском районе Нижегородской области. Устье реки находится в 34 км по левому берегу реки Ваи. Длина реки составляет 13 км.
Исток реки находится в черте деревни Малое Сидорово в 11 км к юго-западу от посёлка Тонкино. В верхнем течении на реке стоят деревни Малое Сидорово, Виктория и Большое Ларионово, в нижнем течении река входит в ненаселённый лесной массив. Впадает в Ваю на границе с Шахунским районом.

## Данные водного реестра
По данным государственного водного реестра России относится к Верхневолжскому бассейновому округу, водохозяйственный участок реки — Ветлуга от города Ветлуга и до устья, речной подбассейн реки — Волга от впадения Оки до Куйбышевского водохранилища (без бассейна Суры). Речной бассейн реки — (Верхняя) Волга до Куйбышевского водохранилища (без бассейна Оки).
По данным геоинформационной системы водохозяйственного районирования территории РФ, подготовленной Федеральным агентством водных ресурсов:
- Код водного объекта в государственном водном реестре — 08010400212110000043243
- Код по гидрологической изученности (ГИ) — 110004324
- Код бассейна — 08.01.04.002
- Номер тома по ГИ — 10
- Выпуск по ГИ — 0